# Bartolomé Montalvo

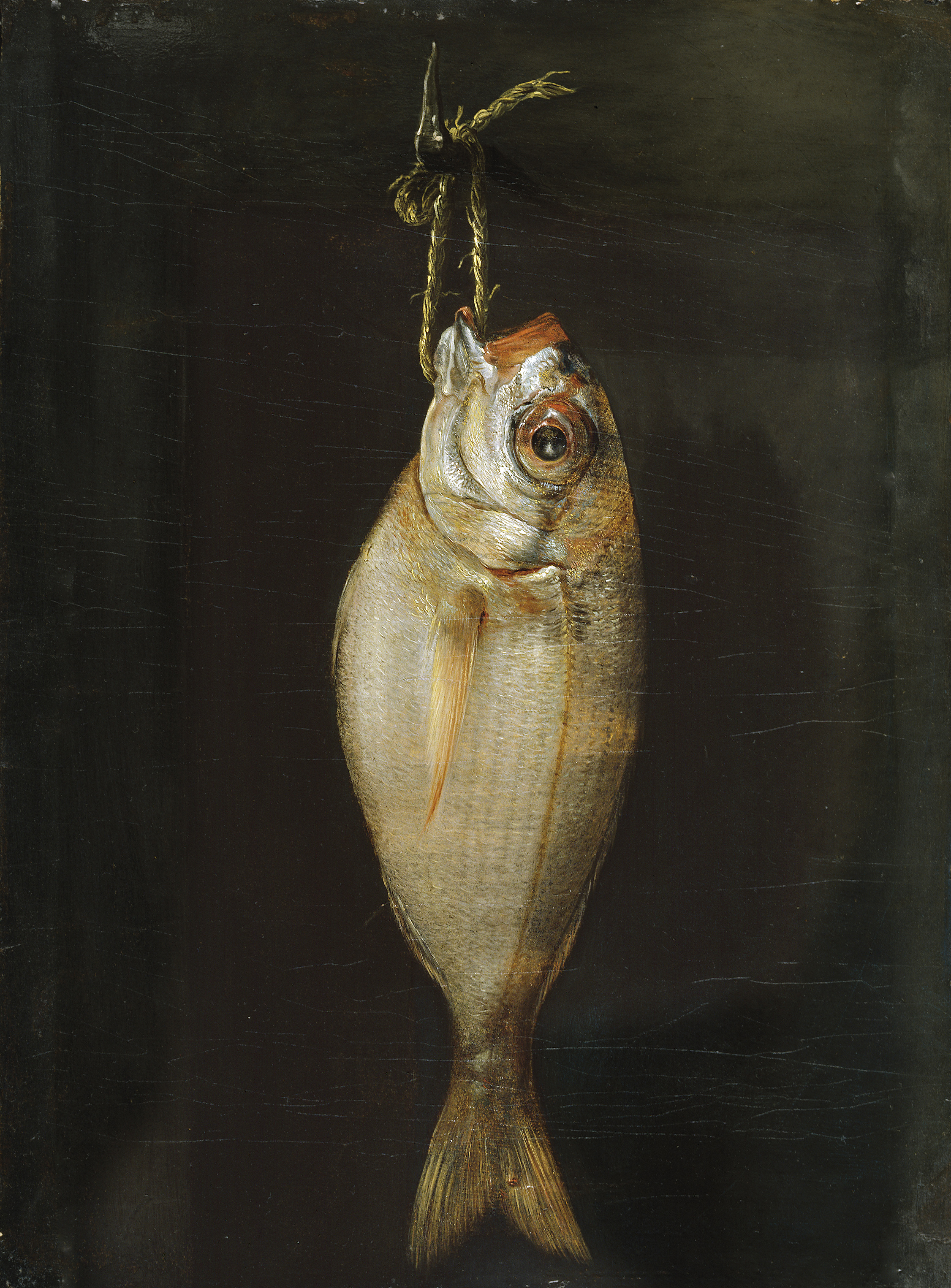
Besugo, óleo sobre lienzo, 51 x 38 cm. Museo del Prado. Sobre un fondo oscuro no uniforme destacan los brillos del pescado.

Bartolomé Montalvo (Sangarcía, Segovia, 1769-Madrid, 11 de agosto de 1846) fue un pintor español.

## Biografía
Discípulo de Zacarías González Velázquez, el 6 de abril de 1814 fue admitido en la Real Academia de Bellas Artes de San Fernando, institución que llegaría a dirigir. En 1816 obtuvo el cargo de pintor de cámara de Fernando VII. Se especializó en la pintura de paisajes, cacerías y bodegones, en los que se manifestó seguidor de Luis Egidio Meléndez.
Intervino en el inventario y tasación inicial del Museo del Prado en 1834. En ese museo se conservan cuatro de sus bodegones, procedentes de la colección real, uno de los cuales fue robado en 1974 y recuperado en 2003, cuando iba a ser subastado en el Reino Unido, a los que se incorporó más tarde el Besugo, pieza adquirida en 2006.